# Sericorema
Sericorema là chi thực vật có hoa trong họ Amaranthaceae.